# Сопка Горячая
Сопка Горячая — (Гора Горячая) сопка в южной части полуострова Камчатка, представляющий собой экструзивный купол, расположенный в междуречье рек Паратунка и Карымшина.
Абсолютная высота составляет 721,4 м, относительная — 621 м. На восточном склоне расположены Верхне-Паратунские источники.
На склонах сопки произрастает каменноберезовый лес с рябиновым подлеском, кедровым и ольховым стлаником.
С вершины открываются вид на окрестности Вилючинского вулкана, а также на долину реки Паратунки.